# Синодский регистратор
Синодский регистратор — в Российской империи гражданский чин, согласно Табели о рангах относившийся к 13-му классу.
Был введён в 1764 году. Лица, его имевшие, занимали должности мелких служащих, в основном в Синоде. Соответствовал военному чину подпоручика. Титульное обращение к синодским регистраторам — «ваше благородие».